# سابولش غال
سابولش غال هو لاعب كرة قدم مجري في مركز الدفاع، ولد في 31 مارس 1992 في بودابست في المجر. لعب مع نادي ديوسجوري ونادي فاساس ونادي فيرينتسفاروشي.

## وصلات خارجية
- سابولش غال على موقع اتحاد المجر (الهنغارية)
- سابولش غال على موقع قاعدة بيانات كرة القدم.إي يو (الإنجليزية)
- سابولش غال على موقع Soccerway.com (الإنجليزية)